# Олігодендроцит

О. формує електричну ізоляцію навколо аксона нервової клітини ЦНС

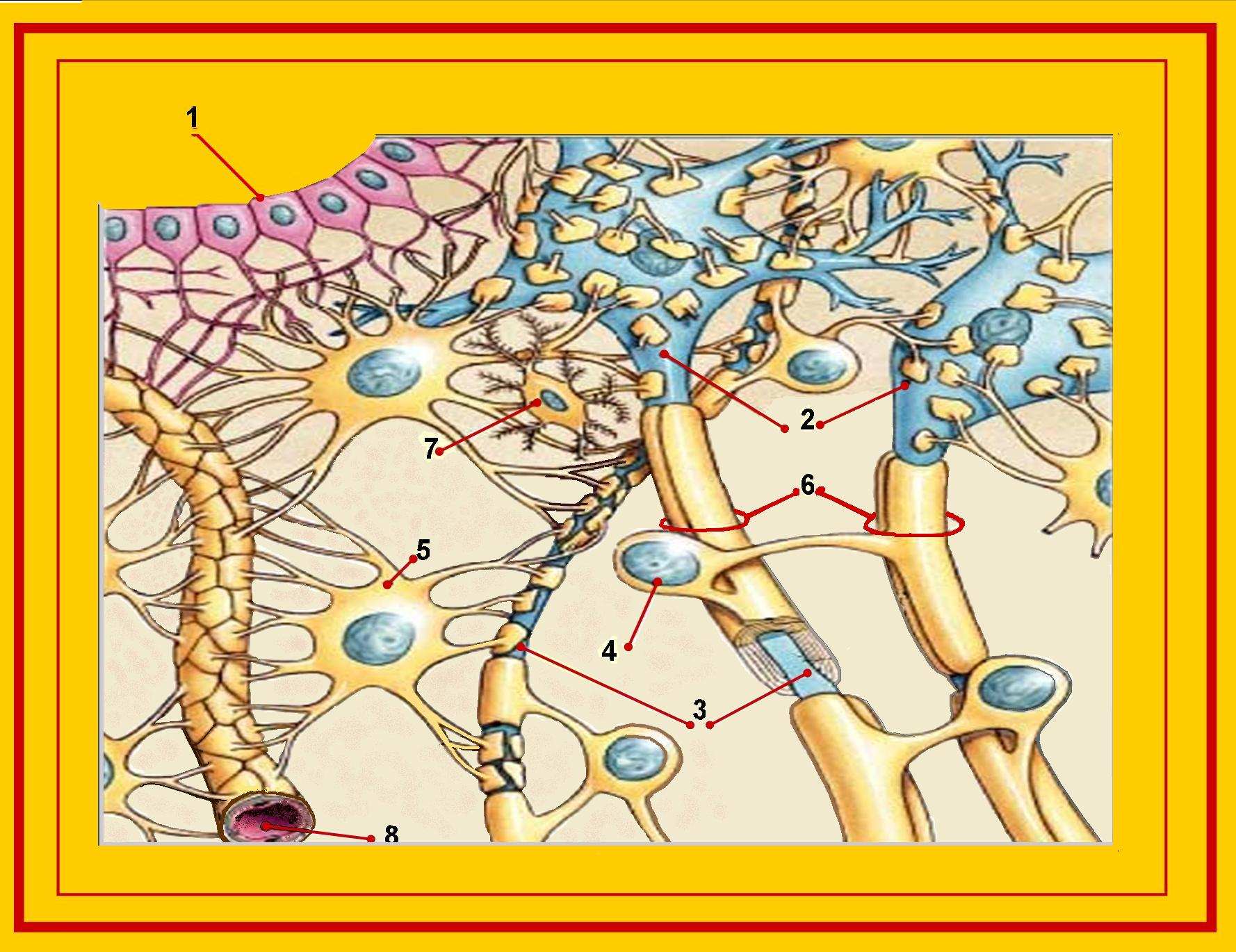
Анатомія нервової тканини:
1 — епендимацити
2 — нейрони
3 — аксони
4 — олігодендроцити
5 — астроцитів
6 — мієлінова оболонка
7 — мікрогліальні клітини
8 — капіляр

Олігодендроци́ти (від грец. ολίγος — «небагато, мало», δέντρο — «дерево», та κύτος — «містилище»), або олігодендроглі́я — тип клітин мозку, різновид нейроглії, основні функції яких є підтримувати й ізольовувати аксони в центральній нервовій системі (головний і спинний мозок) деяких хребетних. (Ту ж саму функцію виконують клітини Шванна в периферійній нервовій системі.)
Олігодендроцити утворюють мієлінову оболонку навколо нервових волокон, яка складається з 80% ліпідів і 20% білків. Окрема клітина може взаємодіяти з 50 аксонами, загортаючи приблизно 1 мкм мієлінової оболонки навколо кожного аксона (шваннівські клітин, з іншого боку, можуть обгортати лише один аксон). Кожен олігодендроцит формує один сегмент мієліну для кількох сусідніх аксонів.